# Anastasia Pavliucenkova
Anastasia Sergeyevna Pavlyuchenkova (n. 3 iulie 1991, regiunea Samara, RSFS Rusă, URSS) este o jucătoare profesionistă de tenis din Rusia, finalistă la Roland Garros în 2021 și medaliată cu bronz la Jocurile Olimpice de la Tokyo. Pavlyuchenkova deține 12 titluri WTA în carieră.
Cea mai bună clasare a carierei a fost locul 11 mondial, poziție atinsă la 15 noiembrie 2021. 
Ea a disputat finala Cupei Fed în 2011, 2013 și 2015 alături de echipa Rusiei, pierzând însă de fiecare dată. A fost o junioară remarcabilă, număr 1 mondial si campioană la toate cele patru turnee de Grand Slam. La proba de seniori, a atins prima finală de Grand Slam în iunie 2021, la Roland Garros, fiind învinsă de Barbora Krejcikova în 3 seturi. 

## Viața personală
Anastasia provine dintr-o familie sportivă.

## Legături externe
Materiale media legate de Anastasia Pavliucenkova la Wikimedia Commons
- Anastasia Pavliucenkova la Women's Tennis Association
- Anastasia Pavliucenkova la International Tennis Federation
- Anastasia Pavliucenkova pe site-ul Fed Cup
- en Anastasia Pavliucenkova la Olympedia.org